# Гавен Юрій Петрович
Гавен Юрій Петрович
Насправді Ян Ернестович Дауман. (18 березня 1884, хутір під Ригою — 4 жовтня 1936). Радянський державний і партійний діяч. Голова Севастопольського військового революційного комітету, голова Севастопольського міському РСДРП — 16 грудня 1917 — квітень 1918. Автор спогадів про революційні події в Криму.

## Життєпис
Екстерном здав іспит на звання народного вчителя.
В РСДРП-ВКП(б) з 1902 року. Очолював місцеву партійну організацію. В грудні 1905—1906 році керував бойовими повстанськими формуваннями селян Ліфлянтської губернії («лісові брати»). Делегат першого та другого з'здів соціал-демократів Латиського краю. Делегат V  з'їзду РСДРП(б). 1908 заарештований та засланий до Сибіру. В 1917 — голова Мінусинської ради РСДРП(б) (нинішній Красноярський край РФ). Після Всеросійської демократичної наради направлений більшовиками в Крим.
З 25 жовтня 1917 — один з керівників більшовицької фракції Севастопольської ради, щоденно виступав на мітингах. Сприяв прийняттю резолюцій Севастопольської ради і Центрофлоту про взяття ними влади.
На початку жовтня 1917 Яків Свердлов професійному розвіднику і провокатору Гавену сказав: «Взяття влади пролетаріатом — питання кількох днів. У всіх великих центрах пролетарські сили вже досить дозріли. На півдні ж, зокрема, в Криму, справи здаються кепськими. Там спостерігається повне засилля націонал-угодовців. А це особливо сумно, якщо взяти до уваги значення Севастополя як військового порту. Ваше завдання — перетворити Севастополь на революційний базис Чорноморського узбережжя. Севастополь має стати Кронштадтом Півдня».
Але Гавен і його група наштовхнулися на перешкоду — на українському півдні сильний вплив мала Центральна Рада. Її функціонери, розуміючи значення військового і торгового флотів для України, організували Морське міністерство. Почалося протистояння Українського Морського відомства та більшовиків.
В листопаді — один з керівників Загальночорноморського флотського з'їзду, котрий прийняв більшовицькі резолюції про владу та відправлення загонів моряків і кораблів на боротьбу з Каледіним. Був учасником скликання конференції більшовиків Таврійської губернії 23-24 листопада в Сіферополі, вибраний членом губкому. Прихильник захоплення влади в Севастополі збройним шляхом, в обхід Ради. Один з керівників збройного виступу матросів в Севастополі в ніч на 16 грудня, арештів майже всіх офіцерів і лідерів меншовиків й есерів, масових розстрілів. З 16 грудня 1917 — головуючий більшовицького ВРК Севастополя, котре захопило владу в місті і переобрало міську раду; увійшов в склад міської президії. В кінці грудня 1917 — на початку січня направляв бойові кораблі з десантами моряків на підмогу більшовикам Євпаторії, Ялти, Феодосії. Один з редакторів більшовицький «Тавричеських вістей». Один з головних організаторів і керівників з'їздів ревкомів і рад Таврійської губерніїв січні і березні 1918. Очолював Севастопольский ВРК. Безпосередньо причетний до організації і проведення «червоного терору» й самосудів в лютому 1918.
З березня 1918 в складі Раднаркому Республіки Тавриди, нарком військово-морських справ. В лютому-квітні 1918 організовував та спрямовував загони червоноармійців проти наступаючих румунських і німецьких сил. Керував обороною більшовицького Севастополя, боями під Сімферополем і на Альмі в кінці квітня, евакуацією військ та флоту в Новоросійськ. В липні-червні 1918 — в складі революційного штабу Кубансько-Чорноморської республіки. Контужений, хворів по тому до року. 1919 року брав участь у роботі VIII  з'їзду РКП(б). Травнем — червнем 1919 — головуючий Кримського обкому РКП(б), нарком внутрішніх справ і член президії Кримської РНК. Лютий-червень 1920 — секретар Кримського обкому РКП(б) — в Мелітополі. З вересня 1920 працював в Закордоті від ЦК КП(б)У. З червня 1921 — голова комісії по боротьбі з бандитизмом при Кримському ЧК. З листопада 1921 по 1924 рік — голова ЦВК Кримської АСРР, обраний на І сесії Кримського ЦВК, Саїд-Галієв — головою Кримського РНК. Один з авторів Конституції Кримської АСРР 1921 року. З 1924 року працював в Держплані та Наркоматі зовнішньої торгівлі СРСР. В 1931-33 роках — директор радянської нафтоторгової фірми в Німеччині. З 1933 внаслідок ускладнень по контузії не працював.
4 липня 1936 року арештований, 3 жовтня засуджений до розстрілу зі звинуваченням «участь в контрреволюційній троцькістській організації».